# Cartography and Geographic Information Science
Cartography and Geographic Information Science es una revista académica sobre cartografía y ciencias de la información geográfica publicada por Taylor & Francis en nombre de la Sociedad de Cartografía e Información Geográfica de Estados Unidos, en asociación con la Asociación Cartográfica Internacional. Su actual editor en jefe es Alexander Ken, y la publicación científica cuenta con un factor de impacto a 2018 de 2.271.
La revista comenzó a publicarse en 1974 como The American Cartographer, y luego pasó a llamarse en 1990 Cartography and Geographic Information Systems, para en 1999 recibir su actual nombre.

## Indexación
La revista está resumida e indexada en las siguientes bases de datos bibliográficas: 
- Academic Search Premier
- Applied Science & Technology Source
- Compendex
- Computer & Applied Sciences
- Environment Index
- INSPEC
- GEOBASE
- Google Scholar
- Scopus
- Social Sciences Citation Index
- vLex